# 그 밤이여 다시 한번
그 밤이여 다시 한번은 1969년 공개된 대한민국의 영화이다.

## 배역
- 신성일
- 김지미
- 남정임
- 허장강
- 최남현
- 최병철
- 윤일주
- 김소조
- 권일정
- 성소민
- 지방열